# Островская крепость
Островская крепость — бывшая крепость в городе Остров, Псковская область.

## История
Крепость построена в Псковской республике в конце XIV века на островке между двумя рукавами реки Великая.
В середине XVI века перестраивалась из деревянной, в каменную крепость.
Занимая пограничное положение, Островская крепость неоднократно первым встречал нападение воинственных соседей. В 1348 и 1406 годах островичи остановили ливонских захватчиков. Крупную победу защитники крепости одержали в 1426 году. В течение всего XV века враги посягали на Остров.
Во время русско-литовской войны крепость была захвачена под руководством Вальтера фон Плеттерберга, а город разорён.
В XVII веке крепость дала щель и начала разрушаться.
Во время оккупации Острова Второй Мировой войны остатки крепости были разобраны для создания и реконструкции дорог.

## Сохранённые здания
Из всей крепости удалось остаться только Никольской церкви построенной в 1543 году.

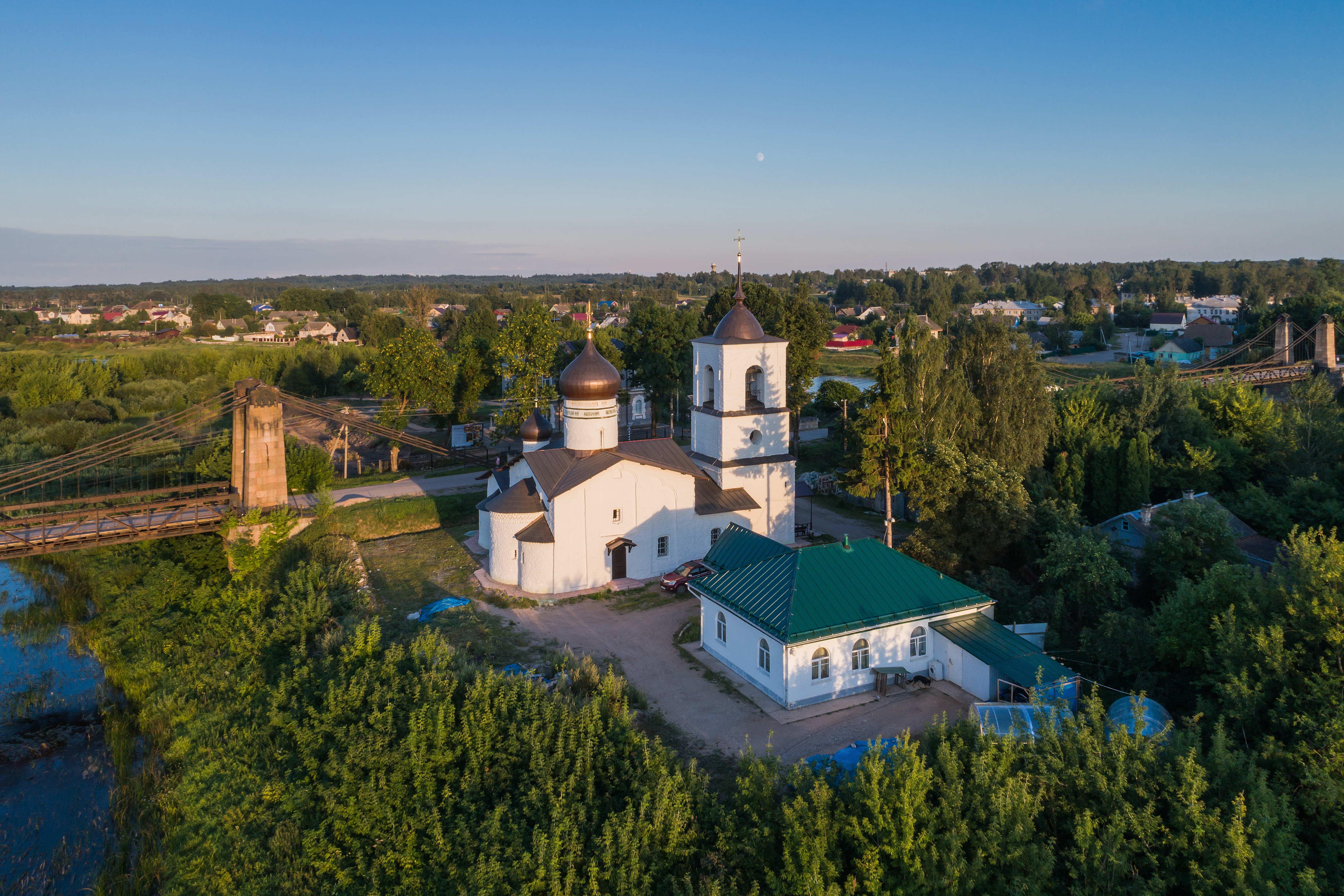
Никольская церковь

## Внешние ссылки
Крепости русского серверо-запада